# La Fiesta de San Jorgen
La fiesta de San Jorgen (en ruso: Праздник святого Йоргена, Prázdnik sviatogo Yórguena) es una comedia soviética dirigida por Yákov Protazánov basada en la novela La fábrica de santos de Harald Bergstedt. La película fue producida en blanco y negro en Mezhrabpomfilm. La primera proyección tuvo lugar el 25 de agosto de 1930. Los subtítulos de la versión silenciosa fueron escritos por el famoso dúo de Ilf y Petrov antes de que se añadieran las secuencias de conversación en 1935.

## Trama
La película es una sátira anticatólica. En un país anónimo, el obispo (vicario) de la catedral local de San Jorgen elige cada año "la esposa espiritual del santo", lo que implica una recaudación masiva de fondos para regalos para ella (quien no es nadie más que su sobrina Oleandra). Mientras tanto, dos delincuentes, Mikael Corquis y Frantz Schultz, escapan de la prisión y Oleandra los ayuda accidentalmente a escapar de la policía. Corquis se esconde en la catedral y Schultz lo encierra. Por su parte, Schultz se disfraza de inválido con dos muletas. A la mañana siguiente, la catedral está rodeada por miles de creyentes que han llegado para la celebración. Corquis se pone la túnica del santo y llega a la multitud, para sorpresa del obispo. La multitud exige un milagro; Corquis nota a Schultz con muletas, le ordena que las arroje y comience a caminar. Schultz está "curado", y la multitud asombrada lo rodea, mientras que el obispo tiene una "conversación seria" con Corquis. Este último acepta dejar de hacer milagros y salir de la ciudad con Oleandra, quien de hecho está enamorada de él, y el dinero recaudado para ella. Al final, el obispo revela un icono del recién glorificado San Frantz (Schultz) arrojando sus muletas.

## Ficha técnica
- Título: La Fiesta de san Jorgen
- Director de cine: Yákov Protazánov
- Asistente de director: Porfiri Podobed
- Guion: Yákov Protazánov, Vladímir Schweitzer, Sigismund Krzyzanowski (no acreditado)
- Subtítulos: Ilf y Petrov
- Camarógrafo: Piotr Yermólov
- Música: Serguéi Bugoslavski
- Sonido: David Blok, Serguéi Yúrtsev, N. Ozornov
- Decoración: Anatoli Arápov, Vladímir Balluzek, Serguéi Kozlovski
- Montaje: Yákov Protazánov
- Producción: Mezhrabpomfilm
- País de origen: URSS
- Formato: negro y blanco
- Duración: 83 minutos
- Fecha De Publicación: 1930

## Distribución

### Actores principales
- Ígor Ilinski   : Frantz Schultz
- Anatoli Którov     : Mikael Corquis
- María Strelkova    : Oleandra, la sobrina del vicario
- Mijaíl Klímov      : el vicario
- Vladímir Uralski   : la guía

### Actores secundarios
- Georgui Agnivtsev: un policía
- Ígor Arkadin: el tesorero de la iglesia.
- Aleksandr Geirot: Guten
- Nikolái Gladkov: un policía
- Anatoli Goryunov: un monje
- Vladímir Mijáilov: un monje
- Stanislav Novak: el operador de la cámara.
- Scherbakov: el guardián de la iglesia.
- Feofán Shipulinski
- Leonid Obolenski
- Tretyakov: el confesor
- Serguéi Tsenin: el científico
- Nina Vasílieva
- Aleksandr Vishnevski
- Nina Vólkova: la actriz que interpreta el ángel volador.